# Kolekcionar
Kolekcionar je osobita vrsta skupljača, sabirača (osobito umjetnina ili rijetkih predmeta) kojem je svrha sabrati zbirku srodnih predmeta, kako bi bila što cjelovitija, jedinstvenija, nenadmašnija. Skupljanje korisnih predmeta nije samo po sebi kolekcionarstvo, nije kolekcionar sabirač bilo kakva novca, samo da ga ima više, ali jest kolekcionarstvo skupljanje starih novčića ili novčanica, koje zatim mogu imati i veliku tržišnu vrijednost, bilo pojedinačno, bilo kao zbirka.
U engleskome ista riječ, „collector“, označava i kolekcionara i glavni odvodni kanal (kolektor). Podrijetlo im je isto: latinski glagol „collegare“, koji znači „povezivati“ (pa se iz njega izvode još neki internacionalizmi, npr. kolegij ili kolega ili kolektiv.